# بوب رايت (مدرب كرة سلة)
بوب رايت (بالإنجليزية: Bob Wright)‏ هو مدرب كرة سلة أمريكي، ولد في 31 مارس 1926، وتوفي في 15 أبريل 2012.